# Trapps siberianos

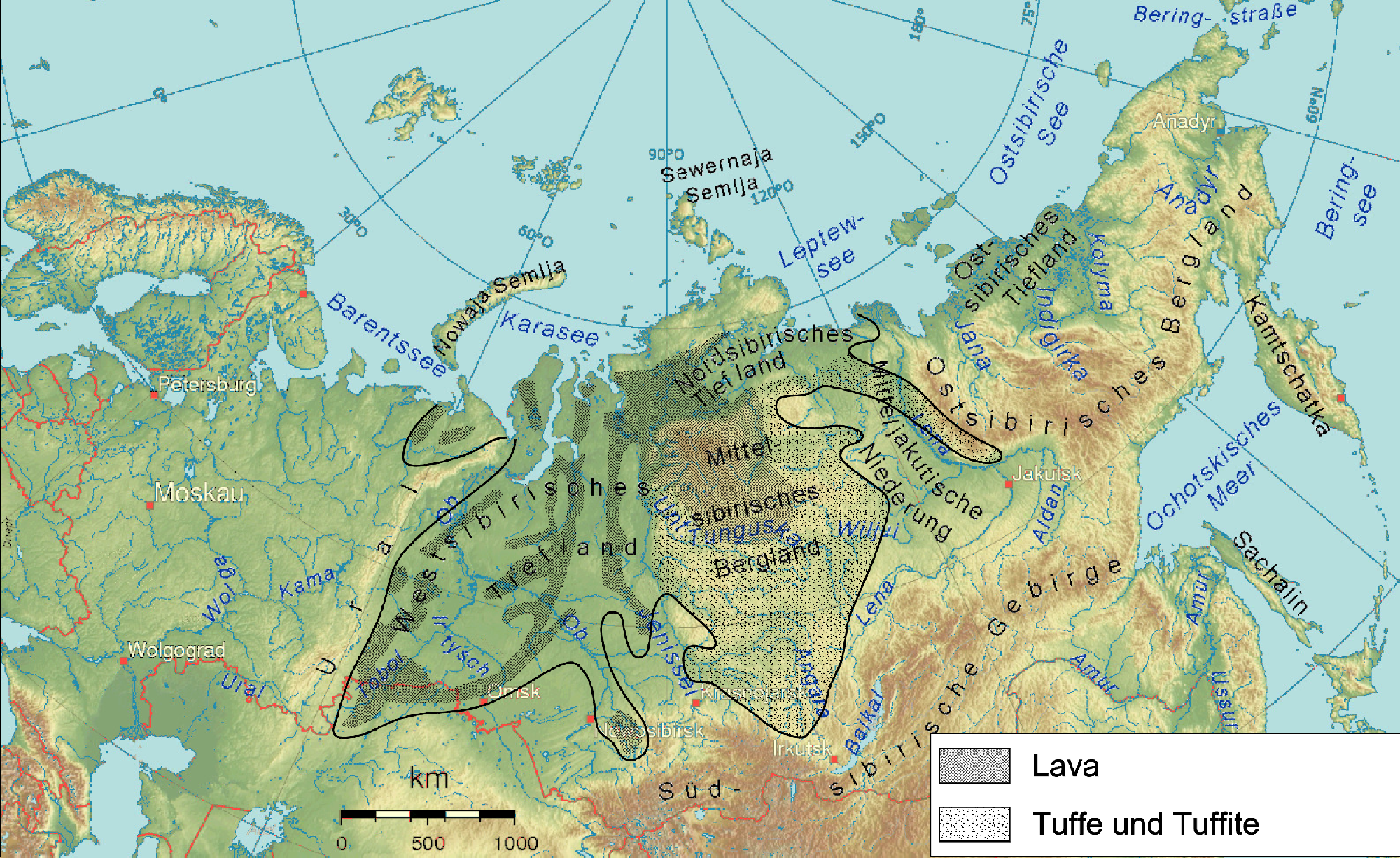
A extensão dos Trapps Siberianos. (Legendas em alemão)

Trapps siberianos (em russo:  Сибирские траппы, Sibirskije trappy) ou "províncias magmáticas siberianas" estão numa formação geológica de rocha vulcânica ou "grande região ígnea" (sigla em inglês LIP de large igneous province), no território russo da Sibéria. Um grande evento vulcânico teria formado os trapps, sendo esse em específico tido como um dos maiores já acontecidos nos últimos 500 milhões de anos da idade geológica da Terra. As erupções duraram cerca de dois milhões de anos até o limiar da Era Permiana com a Era Triássica, tendo sido datadas entre 251 e 250 milhões de anos atrás.
O termo "trapp" foi cunhado por William Henry Sykes quando estudava a província magmática do Decão na Índia; é derivado do sânscrito "trap", que significa  escadaria, referindo-se a formação de degraus vista nas rochas da área, característica dos chamados derrames basálticos.

## Extensão geográfica
Vastos volumes de lava basáltica derramaram-se por uma grande área da primitiva Sibéria. Atualmente a área coberta é de 2 milhões de quilômetros quadrados ao Oeste da Europa, sendo que a área inicial estimada seria de 7 milhões de quilômetros quadrados. O volume original de lava é estimado entre 1 milhão e 4 milhões de quilômetros cúbicos. Localiza-se entre  50º e 70º de latitude e 60° e 120º de longitude.

## Origens
Atribui-se ao que teria formado os Trapps Siberianos geralmente a uma Pluma mantélica que teria causado pressão na crosta terrestre e a subsequente erupção do Craton Siberiano; ou a processos relacionados às placas tectônicas. Outra hipótese seria a de um impacto que teria formado a Cratera da Terra de Wilkes, ocorrência na mesma época e que seria a antípoda para os trapps. Esse debate atualmente está em curso entre os cientistas.

## Consequências para a vida pré-histórica

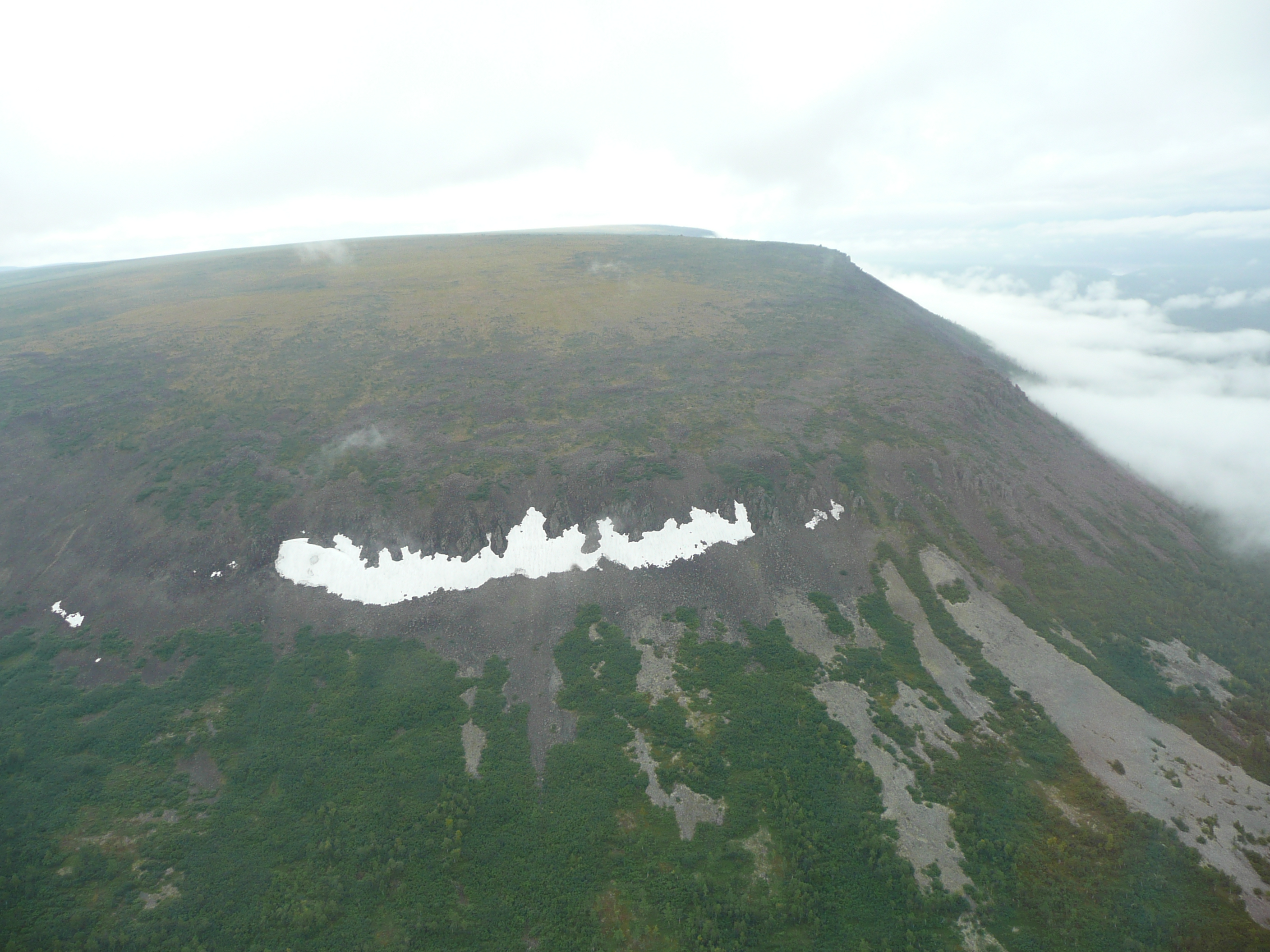
O Planalto Putorana, com formação de trapps siberianos, é um dos locais que a UNESCO considerou Património Mundial

Essas vastas erupções que ocorreram entre o Permiano e o Triássico, por volta de 250 milhões de anos atrás, são citadas como uma das possíveis causas da Extinção em massa registrada nessa época, conhecida como Extinção do Permiano-Triássico.
Essa extinção afetou toda a vida na Terra e estima-se que 90% das espécies sucumbiram nesse evento. Com toda a destruição verificada no meio ambiente, a vida na Terra teria levado cerca de 30 milhões de anos para se recuperar.

## Trapps siberiano e níquel
As erupções devem ter ocorrido ao leste e sul de Norilsk na Sibéria. Erupções individuais podem ter lançado 2 milhões de quilômetros cúbicos de lava basáltica. Os grandes depósitos de níquel, cobre e paládio em Norilsk-Talnakh podem ter sido formados através do principal fluxo de magma que originou os trapps.
As presenças de tufos e depósitos de piroclasto sugerem um grande número de erupções explosivas que ocorreram durante ou depois das erupções de lava basáltica. As presenças de rochas de silíca e riolitos são outros indicativos das erupções explosivas.